# Phidiana patagonica
Phidiana patagonica is een slakkensoort uit de familie van de Facelinidae. De wetenschappelijke naam van de soort is voor het eerst geldig gepubliceerd in 1836 door d'Orbigny.